# Васюткино
Васю́ткино (рос. Васюткино, марій. Ватынъер) — присілок у складі Волзького району Марій Ел, Росія. Входить до складу Великопаратського сільського поселення.

## Населення
Населення — 95 осіб (2010; 83 у 2002).
Національний склад (станом на 2002 рік):
- марі — 100 %